# Bitexco Financial Tower
Bitexco Financial Tower hay Tháp Tài chính Bitexco là một tòa nhà chọc trời được xây dựng tại phường Sài Gòn, Thành phố Hồ Chí Minh. Tòa nhà được xây dựng trên diện tích gần 6.100 m². Tổng vốn đầu tư ước tính khoảng 220 triệu USD, được tập đoàn Bitexco Group có trụ sở tại Hà Nội đầu tư xây dựng.
Công trình đã hoàn thành và đưa vào sử dụng vào ngày 31/10/2010 trở thành toà nhà cao nhất Việt Nam cho đến khi Keangnam Hanoi Landmark Tower vượt qua nó vào năm 2011. Hiện tại toà nhà là công trình cao thứ 4 Việt Nam, sau Landmark 81, Keangnam Hanoi Landmark Tower và Lotte Center Hanoi. Tuy chỉ giữ kỉ lục cao nhất Việt Nam trong thời gian ngắn ngủi (khoảng 4 tháng) nhưng với kiến trúc lấy cảm hứng từ búp hoa sen, thì đến giờ toà tháp vẫn luôn được coi là 1 biểu tượng cho sự hiện đại, năng động, phát triển của Thành phố Hồ Chí Minh
Tháp Tài chính Bitexco từng được lãnh đạo Ủy ban nhân dân Thành phố Hồ Chí Minh lựa chọn là 1 trong những điểm bắn pháo hoa nghệ thuật kết hợp trình diễn ánh sáng và laze chào năm mới 2015 và chào mừng kỷ niệm 40 năm ngày Giải phóng miền Nam, thống nhất Đất nước.

## Tham khảo

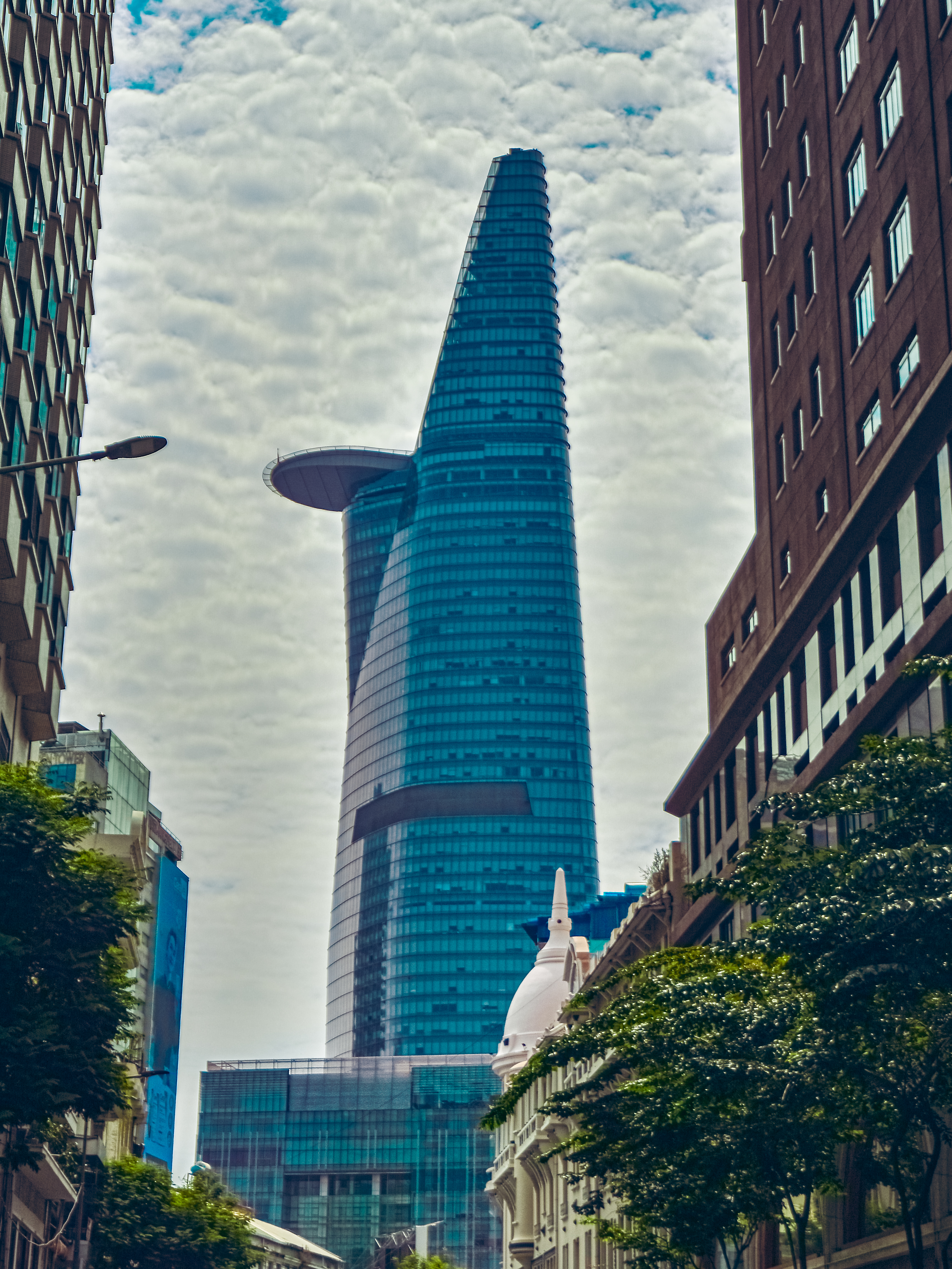

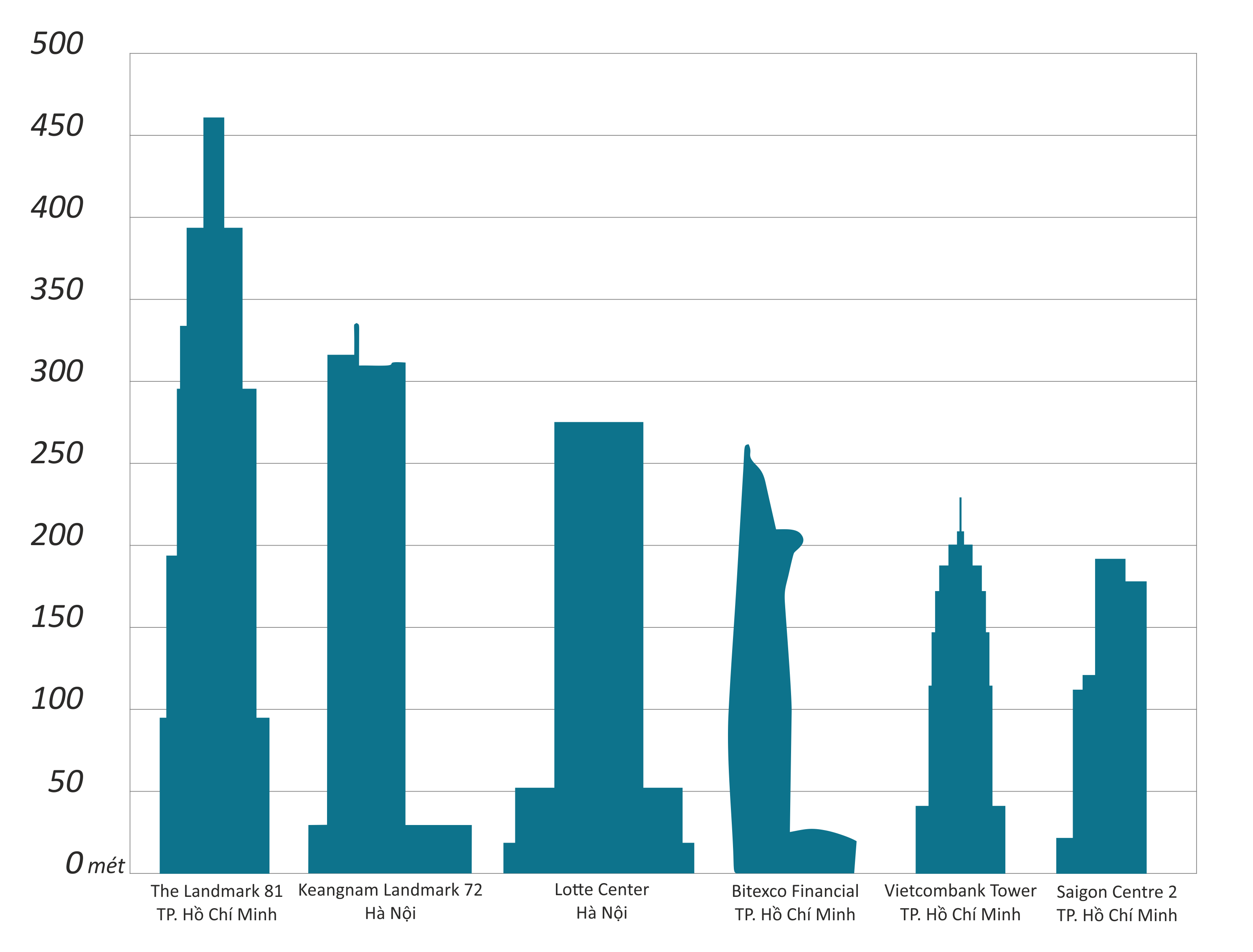
So sánh chiều cao với các tòa nhà khác ở Việt Nam (trước 4/2021)